# Hợp Hòa (xã)
Hợp Hòa là một xã thuộc huyện Sơn Dương, tỉnh Tuyên Quang, Việt Nam.
Xã Hợp Hòa có diện tích 38,91 km², dân số năm 1999 là 6.176 người, mật độ dân số đạt 159 người/km².